# Nikolaevsk
Nikolaevsk ist eine Ortschaft und ein Census-designated place (CDP) auf der Kenai-Halbinsel in Alaska (Vereinigte Staaten).

## Geschichte
Die Siedlung wurde 1968 durch russische Altgläubige begründet. Die Besiedlungsgeschichte wurde 1972 in einem Artikel in National Geographic beschrieben. Im Jahr 2000 sprachen noch zwei Drittel der Bevölkerung Russisch im Alltag. Seit 1980 ist Nikolaevsk ein census-designated place.